# Distretto di Kishima
Il distretto di Kishima (杵島郡, Kishima-gun?) è uno dei distretti della prefettura di Saga, in Giappone.
Attualmente fanno parte del distretto i comuni di Kōhoku, Ōmachi e Shiroishi.
| Controllo di autorità | VIAF (EN) 256204003 · NDL (EN, JA) 00393646 |